# Гутирівка (Берестинський район)
Гути́рівка — село в Україні, у Берестинському районі Харківської області. Населення становить 214 осіб. Орган місцевого самоврядування — Рояківська сільська рада.

## Географія
Село Гутирівка знаходиться на правому березі річки Вошива, вище за течією на відстані 2 км розташоване село Крутоярівка, на протилежному березі розташовані села Олександрівка та Рояківка. Річка в цьому місці пересихає. По селу протікає пересихаючий струмок з загатами.

## Історія
1750 — дата заснування.
Під час організованого радянською владою Голодомору 1932—1933 років померло щонайменше 5 жителів села.

## Економіка
- Молочно-товарна ферма.

## Об'єкти соціальної сфери
- Клуб.